# Llano Grande, San Marcos
Llano Grande är en ort i Mexiko.   Den ligger i kommunen San Marcos och delstaten Guerrero, i den södra delen av landet, 280 km söder om huvudstaden Mexico City. Llano Grande ligger 325 meter över havet och antalet invånare är 1 348.
Terrängen runt Llano Grande är kuperad österut, men västerut är den platt. Runt Llano Grande är det ganska glesbefolkat, med 34 invånare per kvadratkilometer. Närmaste större samhälle är San Marcos, 16,5 km söder om Llano Grande. Omgivningarna runt Llano Grande är en mosaik av jordbruksmark och naturlig växtlighet.